# Dirades erectinota
Dirades erectinota är en fjärilsart som beskrevs av W. Warren 1899. Dirades erectinota ingår i släktet Dirades och familjen Uraniidae. Inga underarter finns listade i Catalogue of Life.